# فس لویل
شهر فس لویل (به فرانسوی: Fosses-la-Ville) در شهرستان نمور در استان نمور در منطقه فدرال والوون در کشور بلژیک واقع شده‌است.

## نگارخانه

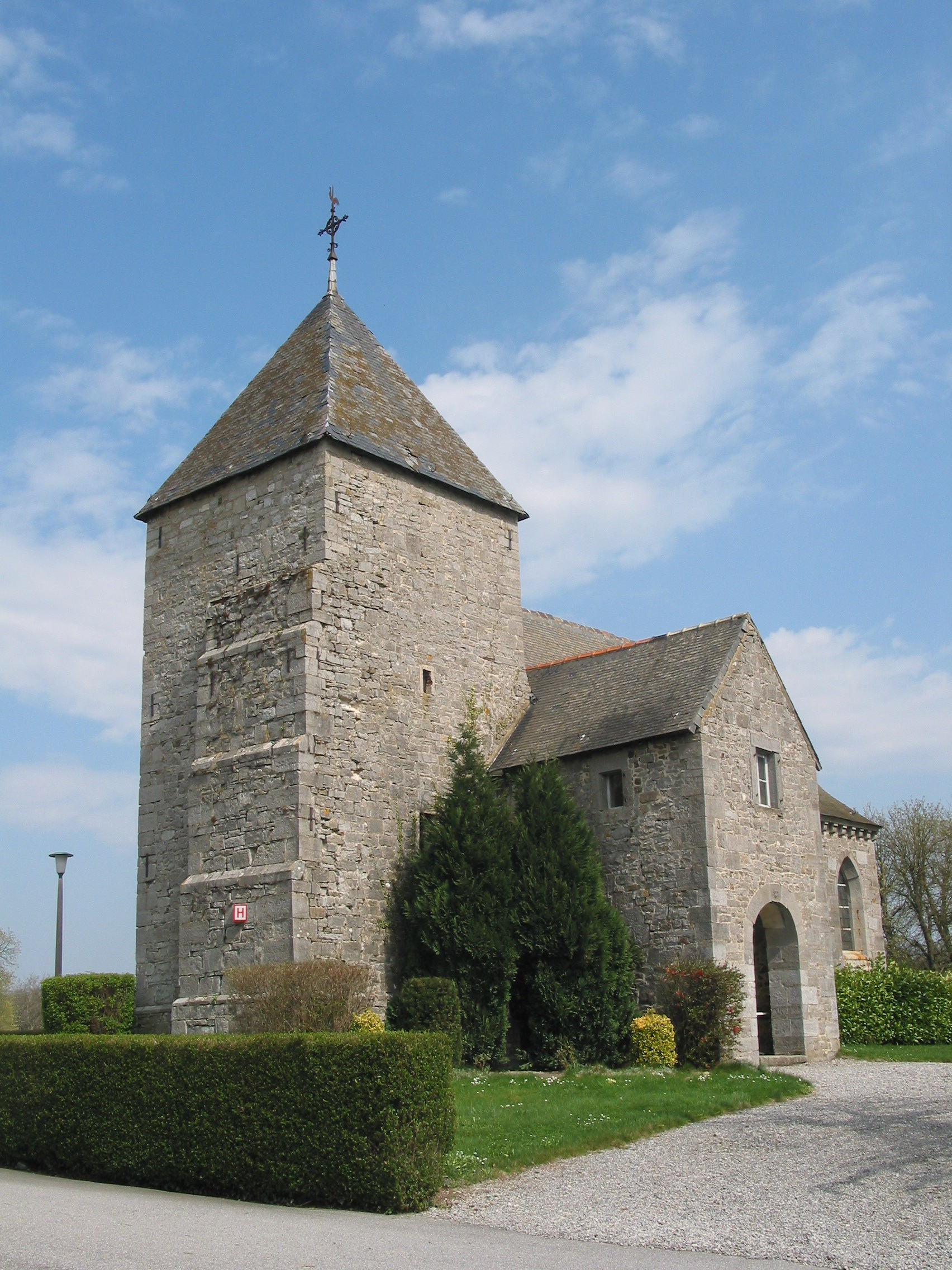
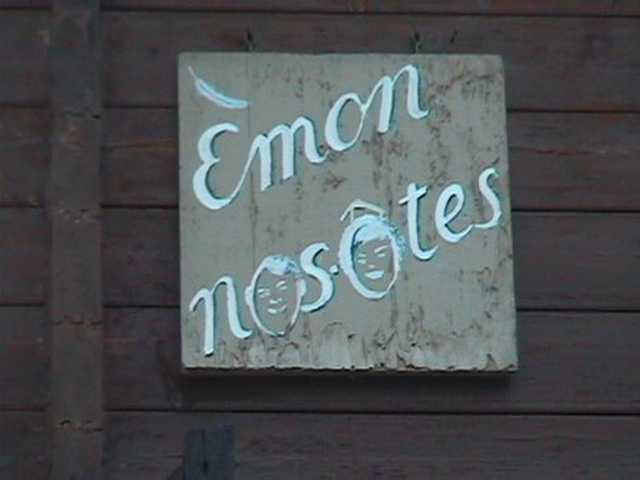